# Barberstown Castle
Barberstown Castle (irisch Caisleán Bhaile an Bharbaigh) ist eine Burg im Dorf Straffan im irischen County Kildare, etwa 25 km westlich von Dublin. Die 1288 erbaute Burg wird seit 1971 als Hotel betrieben und ist von 8 Hektar Gärten umgeben. Renovierungsarbeiten im Jahre 1996 förderten einen vorher unentdeckten Tunnel zutage, der die Burg mit der nahegelegenen Kirche von Straffan verbindet und vermutlich in der Zeit der Penal Laws genutzt wurde.

## Geschichte
Die Burg ließ Nicholas Barby um 1288 auf Land, das der Familie FitzGerald gehörte, errichten. 1630 gehörte das Anwesen William Sutton, Mitglied einer der bedeutendsten Familien der Gegend.
1689, nach der Thronbesteigung von König Jakob II. von England, konfiszierte Richard Talbot, 1. Earl of Tyrconnell, Barberstown Castle von Lord Kingston. Dann kan es in den Besitz der Commissioners of the Revenue, die es Ende des 17. Jahrhunderts an Roger Kelly verpachteten. Zur Jahrhundertwende ging es durch eine Reihe von Händen, auch die von Bartholomew Vanhomrigh, der es mit 135 Hektar Land 1703 für £ 1033 kaufte. Vanhomrigh war 1697 Oberbürgermeister von Dublin gewesen und Vater von Vanessa Vanhomrigh, der Geliebten von Jonathan Swift. Er verkaufte die Burg an die Henrys, die sie aus finanzieller Not an Hugh Barton von der Weinfamilie Barton und Guestier verkaufen musste. Dieser ließ den letzten Flügel des Hauses in den 1830er-Jahren erbauen.
Im 20. Jahrhundert verkauften es die Buddlestons an Mrs Norah Devlin, die es 1971 in ein Hotel umbauen ließ. Eric Clapton kaufte das Anwesen 1979 und verkaufte es 1987 wieder an den heutigen Besitzer, Ken Healy, der dort lebt. Healy hat das 10-Betten-Gästehaus mit drei Bädern in ein 4-Sterne-Hotel mit 59 Zimmern, das von Fáilte Ireland empfohlen wird, umbauen lassen.

## Weblinks

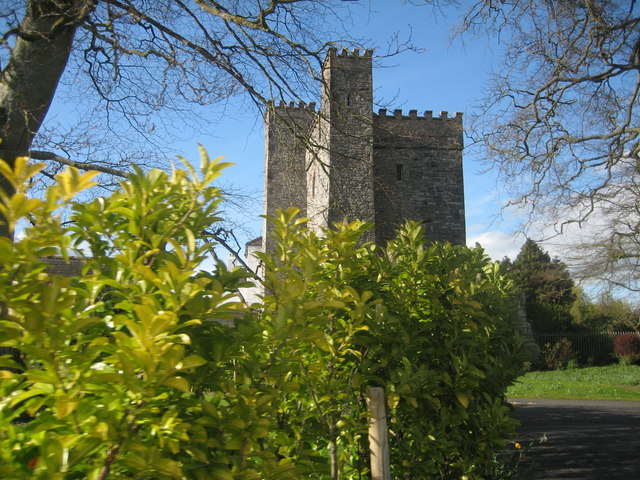
Barberstown Castle